# 福井青春物語
『福井青春物語』（ふくいせいしゅんものがたり、英題: For Every Fukui Revolution）は、森川陽一郎監督による日本映画。2005年5月1日映画祭公開、同年10月22日ロードショー公開。2007年11月14日に著作権フリー宣言された。

## 概要

### 福井へのこだわり
- ご当地映画。全キャスト、全スタッフ、全ロケ地が福井県内という福井尽くしの青春映画。登場人物の全員がコテコテの福井弁を話す為、共通語の字幕が付いている。
- 福井を代表する食べ物のいくつかが登場するが、女子高生が水ようかんを食べながら町を歩いているシーンなど、明らかに大げさな表現もある。

### 低予算・ノンタイアップ
- 短期間撮影で低予算製作のいわゆるB級映画。公式ウェブサイトによると、メインロケ撮影は3日に渡って行われたが、2005年1月5日18時頃から1月7日19時頃までの実質2日間[1]。
- 森川陽一郎監督は舞台挨拶などで「『製作予算』は8万円、最終的な『製作費』は30万円」と語っている。
  - 予算が8万円の理由は、ロケ直前の2005年元旦を迎えた時点での森川の財布の中身が8万円であった[2]ためで、タイアップや配給の無い、完全個人製作の自主映画だと言える。
- 地方で自主制作された映画でありながら東京や名古屋などで劇場公開（2005年～2006年）が行われた[3]。
- 森川自ら、渋谷の映画館に営業して回り[2]ロードショーが決まった。

## ストーリー
福井に住む津田寛治は映画監督を夢見て、友人の小野寺昭憲、穴田行央と共に、自主製作映画を撮っていた。
ある日、津田に転機が訪れる。同じ福井出身で有名俳優の山本ヒロシが津田の映画に出演してくれることが決まったのだ。友人は皆協力的で、は音楽を、服屋オーナーの辻本は衣装を提供すると言ってくれている。しかし津田は、なかなか脚本が書けない。やがて福井で本当にいい映画が撮れるのかという疑問を抱き始める。
そんなとき、津田は祖父に怪しげな呪文をかけられ、タイムスリップする。──高校時代、人生の分岐点が訪れる。彼女だった和歌子は女優になるために上京したが、津田は悩んだ挙句、小野寺と穴田と共に福井に残って映画を続けることを決めていた。
タイムスリップによって人生の分岐点を目の当たりにした津田は、人生をやり直したいという願望から、和歌子と共に上京する道を選ぶ。
上京から数年が経ったが、津田の映画は成功していなかった。山本ヒロシを主演にした映画の企画書を持って山本の事務所を訪れたが、山本に会うことはできなかった。
その頃、福井に残っていた小野寺と穴田の映画に、山本が出演することが決まっていた。津田は福井に帰り、自分の企画を小野寺たちに提案するが、かつての親友たちとは確執が生まれていた。──ここで津田は目が覚めた。祖父に呪文をかけられた時に眠っていて、タイムスリップは夢の中の出来事だった。すぐに津田は脚本を書き始めた。
台詞を福井弁にして完成した脚本を見た山本ヒロシは驚いた。
ある日の夜、福井駅前。津田の映画の撮影現場に、山本の姿があり、多くのエキストラが集まっていた。有名俳優の演技に熱狂する人々。歓声はいつまでも続いた。

## キャスト
- 津田寛治 - 津田寛治
- 山本ヒロシ - 山本浩司
- 祖父 - 山田昭二
- 小野寺 - 小野寺昭憲
- 穴田 -　穴田ユキ久
- 和歌子 - 北川和歌子
- 川上 - 川上テルヒサ

### スタッフ
- 製作：FREDERIC-HANDS
- 監督・脚本・撮影・編集：森川陽一郎
- メイキングドキュメンタリー『福井青春革命』
  - 製作：KENFIL ARTS PRODUCTION
  - 監督・編集・製作総指揮：小野寺昭憲
  - 撮影監督：真理子

### 音楽
- ROYAL FISH & REBEL MESSENGERS - 「トランペット」「LET'S PAINT THE FUTURE」
- The Stereo Garden - 「BABY IN CAR」「星に願いを」
- アノヨロシ - 「NAKED HEART」「心のまま」
- ネズミ警察 - 「死？ (Dear.jim)」「ありふれた日常」
- ROYAL FISH - 「トランペット」「存在」

エンディングテーマ
- 川上テルヒサ&ネズミ警察 - 「言の葉」（作詞・作曲 川上テルヒサ）

### キャッチコピー
- 『なんやっちゃおぇー』（福井弁で「なんだよ、おい」の意）
- 『言語：福井弁（標準語字幕付）』
- 『邦画の明るい未来をよろこぼさぁ! - 津田寛治』
- 『故郷を愛するすべての人にこの映画を捧げる - 森川陽一郎』

### 公開歴
- 2005年5月1日～、福井市響のホールでの『「福井青春物語」完成記念映画祭』にて3日間上映、のべ1,252名動員。
- 2005年8～9月、福井（敦賀、大野、小浜）、東京（中野）にて上映。
- 2005年10月22日～、渋谷・アップリンクXにて7日間ロードショー、約300名動員。
- 2005年11月8日～、名古屋・シネマスコーレにて3日間レイトショー、約100名動員。
- 2006年2月4日～、岐阜・シネマジャングルにて14日間ロードショー、約200名動員。
- 2006年4～5月、福井、鯖江、新潟、長岡での劇場ロードショーが監督の不祥事で中止。